# Јасна Аврамовић
Јасна Аврамовић (Смедерево, ФНРЈ, 2. децембар 1959) је докторка медицине са специјализацијом у инфектологији и градоначелница Смедерева. Постала је чланица Српске напредне странке у јуну 2013. године, после напуштања Покрета за Смедерево.
Јуна 2016. је на конституитивној скупштини поново изабрана на функцију градоначелнице.
Основну школу Јован Јовановић Змај завршила је у Смедереву, а матурирала је у смедеревској гимназији Јован Јанићијевић  1978. године. На медицинском факултету је дипломирала 1985. године.
У званичној биографији истиче да се одмах по дипломирању запошљава у здравственом центру Свети Лука у Смедереву, у школском диспанзеру. Од 1990. ради на инфективном одељењу. У Београду, 1995. године специјализира инфективне болести, а 2000. године постаје начелник Инфективног одељења.
Начелник Подунавског управног округа од августа 2020. године.